# Le Judaïsme antique
Le Judaïsme antique est un ouvrage de Max Weber paru vers 1917-1918. Il s'agit de son quatrième ouvrage de sociologie religieuse après L'Éthique protestante et l'esprit du capitalisme, Confucianisme et Taoïsme, Hindouisme et Bouddhisme.  

## Résumé
Max Weber tente d'expliquer la « combinaison de circonstances » qui a rendu selon lui fondamentalement différentes les formes de religiosité occidentales et orientales. 
Ces différences sont tout particulièrement remarquables lorsqu'on compare l'ascétisme séculier de la chrétienté occidentale et la contemplation mystique qui s'est développée en Inde. Weber remarque entre autres la tendance du christianisme à conquérir et à transformer le monde plutôt qu'à se tourner vers ses propres imperfections pour les corriger. Cette caractéristique fondamentale du christianisme s'ancre dans le prophétisme du judaïsme antique.
L'auteur commence sa monographie en écrivant que les Juifs ont, historiquement, été considérés comme un "peuple paria", c'est-à-dire un peuple en voyage perpétuel (Gastvolk). 
Il analyse tout particulièrement le berith, c'est-à-dire l'alliance conclue par Dieu avec le peuple d'Israël dans la Torah, et l'émergence d'un discours qu'il appelle « prophétie du malheur ». Weber analyse aussi les liens qui unissent les puritains protestants et le judaïsme antique. Il remarque ainsi que « les écritures saintes juives expriment un rationalisme d'ordre éthique, pragmatique et cosmologique qui est immédiatement populaire et qui dans les passages essentiels précisément est formulé de telle sorte qu'un enfant puisse le saisir ».

## Traductions
Au même titre que plusieurs autres ouvrages de Max Weber, Le Judaïsme antique n'est traduit que longtemps après sa publication originale. Son premier traducteur français est, en 1971, le sociologue Freddy Raphaël,.